# London-Marathon 2020
| 40. London-Marathon    | 40. London-Marathon            |
| ---------------------- | ------------------------------ |
| Stadt                  | London, Vereinigtes Königreich |
| Datum                  | 4. Oktober 2020                |
| Distanz                | 42,195 Kilometer               |
| Sieger                 |                                |
| Männer                 | Shura Kitata (2:05:41 h)       |
| Frauen                 | Brigid Kosgei (2:18:58 h)      |
| ← London-Marathon 2019 | London-Marathon 2021 →         |
| Website                | Offizielle Website             |

Der London-Marathon 2020 (offiziell: Virgin Money London Marathon 2020) war die 40. Ausgabe der jährlich stattfindenden Laufveranstaltung in London, Vereinigtes Königreich. Der Marathon fand am 4. Oktober 2020 statt. Wegen der COVID-19-Pandemie wurde der Lauf vom ursprünglichen Termin 26. April 2020 verschoben und als reines Eliterennen durchgeführt. Er war der fünfte Lauf des World Marathon Majors 2019/21 und hatte das Etikett Platin der World Athletics Label Road Races 2020.

## Ergebnisse

### Männer
| Platz | Athletin             | Land      | Zeit (h) |
| ----- | -------------------- | --------- | -------- |
| 01    | Shura Kitata         | Äthiopien | 2:05:41  |
| 02    | Vincent Kipchumba    | Kenia     | 2:05:42  |
| 03    | Sisay Lemma          | Äthiopien | 2:05:45  |
| 04    | Mosinet Geremew      | Äthiopien | 2:06:04  |
| 05    | Mule Wasihun         | Äthiopien | 2:06:08  |
| 06    | Tamirat Tola         | Äthiopien | 2:06:41  |
| 07    | Benson Kipruto       | Kenia     | 2:06:42  |
| 08    | Eliud Kipchoge       | Kenia     | 2:06:49  |
| 09    | Sondre Nordstad Moen | Norwegen  | 2:09:01  |
| 10    | Marius Kipserem      | Kenia     | 2:09:25  |

### Frauen
| Platz | Athletin          | Land               | Zeit (h) |
| ----- | ----------------- | ------------------ | -------- |
| 01    | Brigid Kosgei     | Kenia              | 2:18:58  |
| 02    | Sara Hall         | Vereinigte Staaten | 2:22:01  |
| 03    | Ruth Chepng'etich | Kenia              | 2:22:05  |
| 04    | Ashete Bekere     | Äthiopien          | 2:22:51  |
| 05    | Alemu Megertu     | Äthiopien          | 2:24:23  |
| 06    | Molly Seidel      | Vereinigte Staaten | 2:25:13  |
| 07    | Gerda Steyn       | Südafrika          | 2:26:51  |
| 08    | Sinead Diver      | Australien         | 2:27:07  |
| 09    | Darya Mykhaylova  | Ukraine            | 2:27:29  |
| 10    | Valary Jemeli     | Kenia              | 2:28:18  |